# Kansas Jayhawks

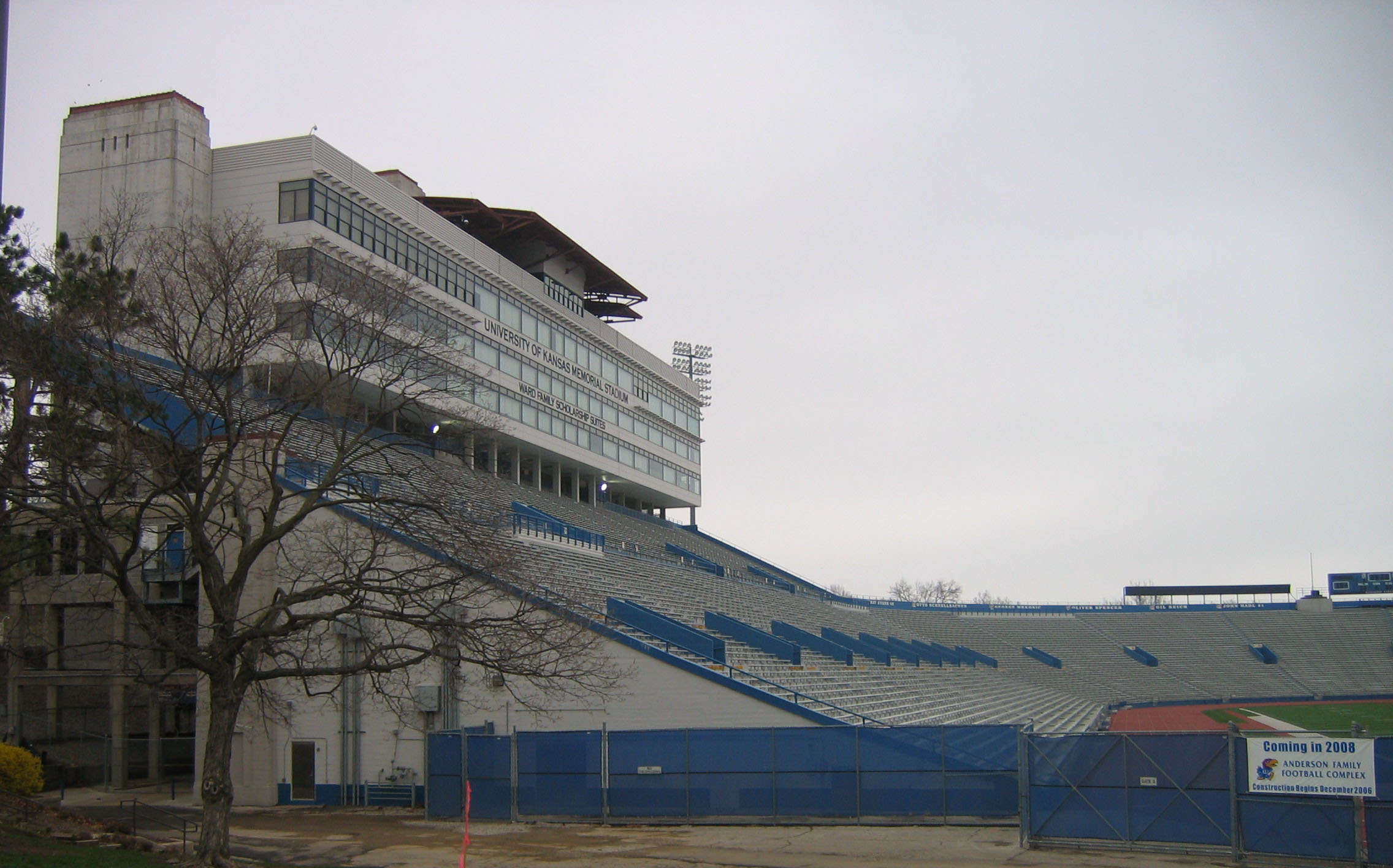
Kansas Memorial Stadium.

Kansas Jayhawks es el nombre de los equipos deportivos de la Universidad de Kansas en Lawrence, Kansas. Los equipos de los Jayhawks participan en las competiciones universitarias organizadas por la NCAA, y forman parte de la Big 12 Conference. 
Los equipos de Kansas han ganado nueve campeonatos nacionales de la NCAA, que incluye tres en baloncesto masculino, uno en campo a través masculino, tres en atletismo indoor masculino y tres en atletismo masculino.

## Origen del apodo
La palabra jayhawk es una mezcla entre dos aves, el arrendajo azul (blue jay) y el halcón (hawk). El nombre tiene su origen justo antes de la Guerra de Secesión, donde un grupo de abolicionistas eran conocidos como los Jayhawkers. Con la admisión de Kansas como estado libre, el término jayhawker se convirtió en sinónimo de habitante de ese estado.

## Equipos
Los 16 equipos oficiales son los siguientes:
| Masculinos - Béisbol - Baloncesto - Cross - Fútbol americano - Golf - Atletismo | Femeninos - Baloncesto - Cross - Golf - Remo - Fútbol - Softball - Natación y Saltos de trampolín - Tenis - Atletismo - Voleibol |

## Baloncesto
Desde sus inicios, a principios del siglo XX, los Jayhawks han conseguido seis títulos nacionales, si bien los dos primeros fueron anteriores al campeonato de la NCAA. Los otros cuatro títulos fueron logrados en 1952, 1988, 2008 y 2022. Además fueron subcampeones de la NCAA en seis ocasiones y alcanzaron el Final Four 14 veces. Son el segundo equipo con más victorias de la historia de la competición universitaria con más de 2100.
En total han conseguido 50 títulos de Campeón de Conferencia, 7 de ellos perteneciendo ya a la Big 12 Conference. Hasta 46 jugadores ha aportado la Universidad de Kansas a la NBA, entre quienes se destacan Wilt Chamberlain, Greg Ostertag, Danny Manning, Paul Pierce, Kirk Hinrich, Raef LaFrentz y Jo Jo White.

## Títulos nacionales
Baloncesto masculino
1922 Helms Basketball Champion
1923 Helms Basketball Champion
1952 Campeón de la NCAA, ganando 80-63 a St. John's
1988 Campeón de la NCAA, ganando 83-79 a Oklahoma
2008 Campeón de la NCAA, ganando 75-68 (pr.) a Memphis
2022 Campeón de la NCAA, ganando 72-69 a North Carolina
Cross masculino
1953
Atletismo indoor masculino
1966 - 1969 - 1970
Atletismo al aire libre masculino
1959 - 1960 - 1970